# Hidrur de magnesi
L'hidrur de magnesi és un compost iònic de fórmula {\displaystyle {\ce {MgH2}}}, constituït per cations magnesi, {\displaystyle {\ce {Mg^2+}}}, i anions hidrur, {\displaystyle {\ce {H-}}}.

## Característiques
L'hidrur de magnesi és un sòlid cristal·lí en forma de pols blanca. És termodinàmicament estable, descompon prop dels 587 K amb una pressió d'hidrogen de 2,3 bar. A temperatura ambient l'estructura de la forma {\displaystyle {\ce {\beta-MgH2}}}, la fase estable, és igual a la del rútil o diòxid de titani, {\displaystyle {\ce {TiO2}}}. Aquesta estructura té enllaços parcialment covalents i no purament iònics. Existeixen altres fases: {\displaystyle {\ce {\alpha-MgH2}}} que té l'estructura de l'{\displaystyle {\ce {\alpha-PbO2}}} i la {\displaystyle {\ce {\gamma-MgH2}}}. També s'ha caracteritzat un compost no estequiomètric, formulat {\displaystyle {\ce {MgH_{(}2-\delta )}}}.

## Preparació
Fou descobert el 1912 mentre es realitzava una piròlisi del iodur d'etil magnesi, un reactiu de Grignard. El 1951 es realitzà la primera preparació a partir dels elements que el constitueixen, una hidrogenació directa del magnesi a alta pressió (200 atm) i alta temperatura (500 °C) amb iodur de magnesi, {\displaystyle {\ce {MgI2}}}, com a catalitzador.
{\displaystyle {\ce {Mg + H2 -> MgH2}}}També s'ha sintetitzat, entre algunes altres formes, per hidrogenació del magnesi-antracè sota condicions lleus:
{\displaystyle {\ce {MgC14H10 + H2 -> MgH2 + C14H10}}}

## Reaccions
L'hidrur de magnesi reacciona fàcilment amb aigua per formar hidrogen i hidròxid de magnesi:
{\displaystyle {\ce {MgH_{2}+2H2O~->~2H2+Mg(OH)2}}}
A 300 °C es descompon per produir H₂ a una pressió d'1 bar, l'alta temperatura que cal representa una limitació en quan al seu ús com a mitjà d'emmagatzematge d'hidrogen: 
{\displaystyle {\ce {MgH2 -> Mg + H2}}}

## Usos

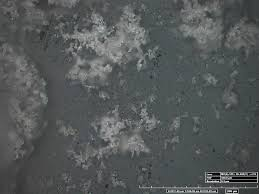
Aparença de l'hidrur de magensi

L'hidrur de magnesi té diferents usos, és emprat en la indústria farmacèutica, com a reactor, però sense cap dubte és emprat sobre les altres coses com a emmagatzemador d'hidrogen. Això ha conduït a un interès en millorar la cinètica de la reaccions d'hidrogenació i deshidrogenació. Això es pot aconseguir per dopatge o per reducció de la mida de partícula mitjançant molta amb boles. També s'està investigant la producció d'una suspensió bombejable de MgH₂, que fa segur manipular i alliberar H₂ per reacció amb l'aigua, convertint Mg(OH)₂ en MgH₂.